# شمس الدين الكيلاني
شمس الدين الكيلاني (1944 - 2023) هو مؤلف وباحث ومعارض سياسي ومؤرخ سوري.

## حياته
ولد شمس الدين في مدينة جسر الشغور إحدى مدن إدلب، وأكمل دراسته في كلية الآداب والعلوم الإنسانية بجامعة دمشق، مارس العمل السياسي بعد تخرجه، وكان من المعارضين لنظام حافظ الأسد، وبسبب معارضته للنظام أعتقل لأكثر من عقد منذ عام 1980 - 1992، وبعد خروجه من السجن عمل في المركز العربي للأبحاث ودراسة السياسات، وأصدر العديد من الكتب والدراسات الثقافية والسياسية.

## مؤلفاته
1. أزمة الماركسية التاريخ والمصير
2. الجماعة وتحولاتها: التجربة السياسية العربية ـ الإسلامية في فكر رضوان السيد
3. الحرية في الفكر العربي المعاصر
4. الطريق إلى القدس
5. القدس في الجغرافية الروحية الإسلامية
6. القدس في الوعي التاريخي العربي-الإسلامي (بين التاريخي والفضائلي)
7. المثقف العربي والتحول إلى الديمقراطية
8. تحولات في مواقف النخب السورية من لبنان، 1920-2011
9. رسالة في تعريف الطب
10. رمزية القدس الروحية: (قداسة المكان)، دراسة
11. سورية بين عهدين: قضايا المرحلة الانتقالية: بيانات ووثائق، حوارات وسجالات، مقالات
12. صورة أوروبا عند العرب في العصر الوسيط
13. كتاب في الطب
14. مدخل في الحياة السياسية السورية من تأسيس الكيان إلى الثورة
15. مصير الجماعة العربية: نقد فكر سمير أمين
16. مفكرون عرب معاصرون: قراءة في تجربة بناء الدولة وحقوق الإنسان
17. من العود الأبدي إلى الوعي التاريخي: الأسطورة، الدين، الأيديولوجيا، العلم
18. منتخب من المجلد الأول من كتاب عيون الأنباء في طبقات الأطباء لابن أبي أصيبعة
19. نصوص الثقافة العربية الوسيطة في الهند والصين
20. الإسلام وأوروبا المسيحية من القرن الحادي عشر إلى نهاية القرن السادس عشر: الحرب والسياسة، التجارة والثقافة.
21. الإمام محمد عبده، 1849- 1905
22. النصوص العربية الكبرى في أوربا: العصر الوسيط
23. صورة الشرق الأقصى والعالم في حكايات ألف ليلة وليلة البحرية: دراسة

## وفاته
توفي شمس الدين في 25 مايو 2023، عن عمر ناهز 79 عاماً في الدوحة.